# Chris O'Neil (ator)
Chris O'Neil (Boulder, Colorado, Estados Unidos em 08 de Novembro de 1994) é um ator estadunidense, que ficou conhecido principalmente em 2007 no filme de drama científico, The Last Mimzy.
Chris O'Neil nasceu em Boulder, no estado do Colorado, Estados Unidos da América, e participou de Dennison Elementary. Ele participou do D'Evelyn Junior/Senior High School como um aluno da sétima série. Ele participou do Denver Academy. A família dele contratou um professor de atuação para ele depois que ele se saiu bem nas aulas de interpretação oral escolares. Chris O'Neil posteriormente, ganhou cinco medalhas de prata e uma de bronze em competições amadoras atuando durante o verão de 2005 e foi assumida pelo Cutler Management, que o enviou para estudar teatro. Pouco tempo depois, no que foi apenas a sua segunda audição atuando, ele foi escalado para The Last Mimzy.
Chris O'Neil tinha assistido recentemente St. John's Military School, e graduou-se Wasatch Academy em MT. Pleasant Utah, ele está atualmente vivendo em Laurel (Maryland) e freqüentando Rochester Institute of Technology.